# Liste des dirigeants des provinces espagnoles
Cette page dresse la liste des principaux dirigeants des provinces espagnoles, à savoir les présidents des députations provinciales, conseils insulaires et cabildos.

## Présidents des députations provinciales
| Province    | Nom | Nom                         | Parti | Depuis (le) |
| ----------- | --- | --------------------------- | ----- | ----------- |
| Alava       |     | Ramiro González             | PNV   | 30/06/2015  |
| Albacete    |     | Santiago Cabañero           | PSOE  | 03/07/2015  |
| Alicante    |     | Toni Pérez                  | PP    | 21/07/2023  |
| Almería     |     | Javier Aureliano García     | PP    | 19/01/2019  |
| Ávila       |     | Carlos García               | PP    | 27/03/2019  |
| Badajoz     |     | Miguel Ángel Gallardo       | PSOE  | 18/07/2015  |
| Barcelone   |     | Lluïsa Moret                | PSC   | 13/07/2023  |
| Biscaye     |     | Elixabete Etxanobe          | PNV   | 05/07/2023  |
| Burgos      |     | Borja Suárez                | PP    | 11/07/2023  |
| Cáceres     |     | Miguel Ángel Morales        | PSOE  | 01/07/2023  |
| Cadix       |     | Almudena Martínez del Junco | PP    | 12/07/2023  |
| Castellón   |     | Marta Barrachina            | PP    | 05/07/2023  |
| Ciudad Real |     | Miguel Ángel Valverde       | PP    | 01/07/2023  |
| Cordoue     |     | Salvador Fuentes            | PP    | 30/06/2023  |
| La Corogne  |     | Valentín González           | PSOE  | 17/07/2015  |
| Cuenca      |     | Álvaro Martínez             | PSOE  | 04/07/2019  |
| Gérone      |     | Miquel Noguer               | Junts | 31/07/2018  |
| Grenade     |     | Francisco Rodríguez         | PP    | 13/07/2023  |
| Guadalajara |     | José Luis Vega              | PSOE  | 04/07/2019  |
| Guipuscoa   |     | Eider Mendoza               | PNV   | 29/06/2023  |
| Huelva      |     | David Toscano               | PP    | 19/07/2026  |
| Huesca      |     | Isaac Claver                | PP    | 30/06/2023  |
| Jaén        |     | Francisco Reyes             | PSOE  | 24/06/2011  |
| León        |     | Gerardo Álvarez             | PSOE  | 23/08/2023  |
| Lérida      |     | Joan Talarn                 | ERC   | 12/07/2019  |
| Lugo        |     | José Tomé                   | PSOE  | 18/07/2019  |
| Malaga      |     | Francisco Salado            | PP    | 02/02/2019  |
| Orense      |     | Luis Menor Pérez            | PP    | 18/07/2023  |
| Palencia    |     | Ángeles Armisén             | PP    | 25/06/2015  |
| Pontevedra  |     | Luis López                  | PP    | 06/07/2023  |
| Salamanque  |     | Javier Iglesias             | PP    | 11/07/2011  |
| Saragosse   |     | Juan Antonio Sánchez        | PSOE  | 25/06/2015  |
| Ségovie     |     | Miguel Ángel de Vicente     | PP    | 22/07/2019  |
| Séville     |     | Javier Fernández            | PSOE  | 07/07/2023  |
| Soria       |     | Benito Serrano              | PP    | 26/06/2019  |
| Tarragone   |     | Noemí Llauradó              | ERC   | 02/07/2019  |
| Teruel      |     | Joaquín Juste               | PP    | 03/07/2023  |
| Tolède      |     | Conchi Cedillo              | PP    | 27/07/2023  |
| Valence     |     | Vicent Mompó                | PP    | 14/07/2023  |
| Valladolid  |     | Conrado Íscar               | PP    | 28/06/2019  |
| Zamora      |     | Javier Faúndez              | PP    | 27/06/2023  |

## Syndic de la comarque autonome
| Comarque   | Nom | Nom                | Parti | Depuis (le) |
| ---------- | --- | ------------------ | ----- | ----------- |
| Val-d’Aran |     | Maria Vergés Pérez | UA    | 29/10/2020  |

## Présidents des conseils insulaires

### Baléares
| Île        | Nom | Nom               | Parti   | Depuis (le) |
| ---------- | --- | ----------------- | ------- | ----------- |
| Majorque   |     | Llorenç Galmés    | PP      | 08/07/2023  |
| Minorque   |     | Adolfo Vilafranca | PP      | 08/07/2023  |
| Ibiza      |     | Vicente Marí      | PP      | 05/07/2019  |
| Formentera |     | Lorenzo Córdoba   | SA Unió | 16/06/2023  |

### Canaries
| Île            | Nom | Nom               | Parti | Depuis (le) |
| -------------- | --- | ----------------- | ----- | ----------- |
| El Hierro      |     | Alpidio Armas     | PSOE  | 11/07/2023  |
| Fuerteventura  |     | Alicia García     | CC    | 26/06/2023  |
| Grande Canarie |     | Antonio Morales   | NC    | 20/06/2015  |
| La Gomera      |     | Casimiro Curbelo  | ASG   | 1991        |
| Lanzarote      |     | Oswaldo Betancort | CC    | 26/06/2023  |
| La Palma       |     | Sergio Rodríguez  | CC    | 27/06/2023  |
| Tenerife       |     | Rosa Dávila       | CC    | 03/07/2023  |